# Masdevallia davisii
Masdevallia davisii es una especie de orquídea epifita.  Es originaria del Perú.

## Etimología
Fue nombrada en honor de Walter Davis botánico que la descubrió cerca de  Cusco 2n Perú in 1873.

## Descripción
M. davisii se cultiva fresca y florece en la primavera, con una sola flor de color amarillo brillante, naranja en el interior. Las flores tienen de 6.5 a 9 cm de alto y  aparecen sucesivamente en una inflorescencia erecta, con delgado pedúnculo de 25 cm de largo.  Característica predominante de las flores es su textura densa y sus bien desarrollados sépalos, que terminan en tres colas características (una hacia arriba y las otras dos hacia abajo).

## Distribución
M. davisii se encuentra en las laderas rocosas en el Perú en alturas de entre 3000 y 3600 metros.